# Hajdú Sándor (költő)
Hajdú Sándor (Petrozsény vagy Lónyaytelep, 1913. augusztus 1. – Esztergom, 1989. december 25.) magyar bányász, költő, 1956-os forradalmár.

## Életrajza
Bányászcsalád sarjaként született, apai nagyszülei Csíkból származtak, anyai nagyszülei pedig félig német, félig lengyel származásúak voltak. A család arra kényszerült, Magyarországra meneküljön. Miután megérkeztek, az illetékes hatóságok átirányították őket Tatabányára irányították, ezután Kosdra, Salgótarjánra, majd Dorogra kerültek. Pályafutását bányászként kezdte. 20 évesen egy súlyos üzemi baleset következtében mindkét lába lebénult, ezért bottal tudott csak járni. Elkezdte továbbképezni magát, nyelveket tanult (latin, német, angol és francia), elsajátította a gép- és gyorsírást. A megszerzett tudását a bányászok gyermekeinek adta át, egyúttal a megbetegedett bányászokat is segítette az ügyintézésben, emiatt Dorogon köztiszteletben állt. Bányász és költő című verseskötete 1943-ban jelent meg. Ezt követően előadói körutakat tett, valamint a rádióban is tartott felolvasásokat. A második világháború alatt nyugatra ment, hazatérése az amerikai hadsereg „személyre szóló” (költők, írók, művészek) eljárása által vált lehetővé. A Rákosi-korszakban nem közölhette műveit, visszavonultan élt, de emellett továbbra is folyamatosan tanult és tanított. 1956-ban Dorogon, megválasztották a forradalmi bizottság elnökévé. E minőségében higgadtsága is szerepet játszott abban, hogy politikai vezetőként kieszközölte a helyi forradalmárok értelmetlen fegyveres ellenállásának leszerelését. Tevékenységéért, valamint két nyugatra küldött verséért a forradalom leverését követően két évi börtönbüntetést kapott. Büntetését rabkórházban töltötte le, ám ez idő alatt is folyamatosan bizakodott és hitt a jövőben. Hazatérése után is ugyanúgy segítette munkás társait ügyintézésükben. 1989. december 25-én hunyt el, 27-én helyezték örök nyugalomra. Sírja az Esztergom-kertvárosi temetőben áll.

## Kötetei
- Bányász és költő (1943)